# Hypoderma capreola
Hypoderma capreola – gatunek owada z rodziny gzowatych (Oestridae). Jego larwy są pasożytami jeleniowatych.